# Kalývia Thorikoú
Kalývia Thorikoú är en kommunhuvudort i Grekland.   Den ligger i prefekturen Nomarchía Anatolikís Attikís och regionen Attika, i den sydöstra delen av landet, 24 km sydost om huvudstaden Aten. Kalývia Thorikoú ligger 117 meter över havet och antalet invånare är 14 424.
Terrängen runt Kalývia Thorikoú är kuperad österut, men västerut är den platt. Runt Kalývia Thorikoú är det tätbefolkat, med 383 invånare per kvadratkilometer. Närmaste större samhälle är Glyfáda, 14,9 km väster om Kalývia Thorikoú. Trakten runt Kalývia Thorikoú består till största delen av jordbruksmark.